# Утакмице фудбалске репрезентације Мађарске 1962.
Фудбалска репрезентација Мађарске је током 1962. године одиграла дванаест утакмица. Репрезентација је годину почела са две пријатељске утакмице, угостивши Уругвај и Турску на Непстадиону. У мечу у Уругвају Јожеф Божик је голом прославио свој 100. и последњи наступ за репрезентацију Мађарске.
Светско првенство 1962. почело је у Чилеу крајем маја, а репрезентација Мађарске је извучена у групу са Енглеском, Аргентином и Бугарском. Тим је победио Енглеску 2 : 1, Бугарску са 6 : 1, а постигнут је реми без голова са Аргентином. Мађарска репрезентација је савладала Енглеску, Аргентину су поразили Енглези, па је мађарски тим напредовао као лидер групе. Мађарска је играла против Чехословачке у четвртфиналу, совјетски судија Латишев, који се годинама помињао, је поништио гол Тихија и тиме омогучио чисту победу Чехословачкој репрезентацији. Репрезентација Мађарске завршила је на петом месту.
У септембру је „црни пантер”, Ђула Грошич, осамдесет шести и последњи пут бранио гол на мечу са Југославијом. Тиме је и последњи члан златног тима престао да игра фудбал.
Савезни селектор националног тима у овом периоду је био:
- Лајош Бароти

## Утакмице
| Мађарска  | 1 : 1 (0 : 0) | Уругвај      |
| --------- | ------------- | ------------ |
| Божик 65’ | Извештај      | 58’ Х. Силва |

| Мађарска                | 2 : 1 (0 : 0) | Турска    |
| ----------------------- | ------------- | --------- |
| Шољмоши 31’ · Гереч 66’ | Извештај      | 28’ Талат |

| Мађарска              | 2 : 1 (1 : 0) | Енглеска          |
| --------------------- | ------------- | ----------------- |
| Тихи 17’ · Алберт 73’ | Извештај      | 57’ (пен) Флауерс |

| Мађарска                                     | 6 : 1 (4 : 0) | Бугарска      |
| -------------------------------------------- | ------------- | ------------- |
| Алберт 1’ 6’ 53’ · Тихи 8’ 70’ · Шољмоши 12’ | Извештај      | 64’ Аспарухов |

| Мађарска | 0 : 0    | Аргентина |
| -------- | -------- | --------- |
|          | Извештај |           |

| [[Фудбалска репрезентација Чехословачке {{{altlink2}}}\|Чехословачка]] | 1 : 0 (1 : 0) | Мађарска |
| ---------------------------------------------------------------------- | ------------- | -------- |
| Адолф Шерер 13’                                                        | Извештај      |          |

| Аустрија  | 1 : 2 (0 : 1) | Мађарска     |
| --------- | ------------- | ------------ |
| Немец 61’ | Извештај      | 42’ 63’ Тихи |

| Пољска | 0 : 2 (0 : 2) | Мађарска                   |
| ------ | ------------- | -------------------------- |
|        | Извештај      | 11’ (пен) Тихи · 36’ Гереч |

| Мађарска | 0 : 1 (0 : 0) | Југославија |
| -------- | ------------- | ----------- |
|          | Извештај      | 70’ Галић   |

| Мађарска               | 2 : 0 (1 : 0) | Аустрија |
| ---------------------- | ------------- | -------- |
| Гереч 23’ · Шандор 90’ | Извештај      |          |

| Мађарска                          | 3 : 1 (2 : 1) | Велс       |
| --------------------------------- | ------------- | ---------- |
| Алберт 6’ · Тихи 35’ · Шандор 48’ | Извештај      | 18’ Медвин |

| Француска       | 2 : 3 (1 : 2) | Мађарска                  |
| --------------- | ------------- | ------------------------- |
| Ди Нало 18’ 65’ | Извештај      | 11’ 80’ Тихи · 35’ Ракоши |

## Голгетери у 1962.
| Домаћин | Гост |

| - Јожеф Божик - Ерне Шољмоши - Јанош Гереч - Лајош Тихи - Флоријан Алберт - Карољ Шандор - Ђула Ракоши |

## Извори и спољашње везе
- Dénes Tamás-Rochy Zoltán. A 700. után. Rochy és Társa. ISBN 963-04-7169-8.
- Rejtő László – Lukács László – Szepesi György: Felejthetetlen 90 percek. Budapest: Sportkiadó. 1977.  963-253-501-4
- Све утакмице репрезентације Мађарске
- Репрезентација Мађарске на фудбалској бази података
- Утакмице репрезентације Мађарске (1962)